# Viola cretica
Viola cretica ist eine Pflanzenart aus der Gattung Veilchen (Viola) innerhalb der Familie der Veilchengewächse (Violaceae).

## Beschreibung

### Vegetative Merkmale
Viola cretica ist eine ausdauernde krautige Pflanze, die Wuchshöhen von 5 bis 15 Zentimetern erreicht.
Die Laubblätter sind in Blattstiel und -spreite gegliedert. Die einfache Blattspreite ist eiförmig mit spitzem oberen Ende und rau behaart. Die Nebenblätter sind vier- bis achtmal so lang wie breit, linealisch-lanzettlich und lang gefranst.

### Generative Merkmale
Die Blütezeit reicht von März bis Mai. Die Blüten stehen einzeln in den Blattachseln.
Die zwittrige Blüte ist zygomorph und fünfzählig mit doppelter Blütenhülle. Die fünf Kronblätter sind violett. Das untere Kronblatt ist 12 bis 15 Millimeter lang. Der Sporn ist etwa 3 Millimeter lang. Die seitlichen Kronblätter sind bartlos.
Die Chromosomenzahl beträgt 2n = 20.

## Ökologie
Bei Viola cretica handelt es sich um einen Hemikryptophyten und eine Rosettenpflanze.

## Vorkommen
Viola cretica ist auf Kreta endemisch. Sie kommt in Wäldern, auf steinigen Weiden, an Flussbetten und an Quellen in Höhenlagen von 800 bis 1800 Metern (selten ab 100 Meter) vor.

## Systematik
Die Erstbeschreibung erfolgte 1849 unter dem Namen (Basionym) Viola cretica subsp. cretica durch Pierre Edmond Boissier und Theodor Heinrich von Heldreich in Diagnoses Plantarum Orientalium novarum. Lipsiae, Series 1, 8, S. 51. Dies ist seit Marcussen 2003 das Basionym der Unterart Viola alba subsp. cretica (Boiss. & Heldr.) Marcussen von Viola alba.
Je nach Autor gibt zwei Unterarten oder sie ist eine Unterart von Viola alba:
- Viola cretica Boiss. & Heldr. subsp. cretica: Die oberirdischen Pflanzenteile sind behaart. Die Kapselfrucht und der Rand der Kelchblätter sind behaart. Sie kommt nur in den Lefka Ori, im Ida-Gebirge und im Dikti-Gebirge vor.
- Viola cretica subsp. glabra Tinakou: Die oberirdischen Pflanzenteile sind kahl oder nur zerstreut kurz behaart. Die Kelchblätter und die Kapselfrucht sind kahl. Sie kommt nur im Ida-Gebirge und im Dikti-Gebirge vor.

## Belege
- Ralf Jahn, Peter Schönfelder: Exkursionsflora für Kreta. Mit Beiträgen von Alfred Mayer und Martin Scheuerer. Eugen Ulmer, Stuttgart (Hohenheim) 1995, ISBN 3-8001-3478-0, S. 196.
- Thomas Marcussen: Evolution, phylogeography, and taxonomy within the Viola alba complex (Violaceae). In: Plant Systematics and Evolution Volume 237, Issue 1–2, 2003, S. 51–74. doi:10.1007/s00606-002-0254-5